# Supermarine Spiteful
Le Supermarine Spiteful était un chasseur britannique de la Seconde Guerre mondiale. Équipé d'un moteur Rolls-Royce Griffon, il répondait à un cahier des charges émis par le ministère de l'air britannique en vue de trouver un successeur au Supermarine Spitfire.

## Conception
Fin 1942, les ingénieurs de Supermarine s'inquiétèrent du fait que les caractéristiques de la traînée des ailes du Spitfire à haute vitesse (proche du mur du son) pourraient devenir un facteur limitant concernant l'accroissement des performances à haute vitesse. Pour éviter ceci, il fut décidé de produire pour le Spitfire de nouvelles ailes à écoulement laminaire, proches de celles montées sur le North American P-51 Mustang, et utilisant les derniers résultats des recherches sur les hautes vitesses. À la même époque, afin de rendre la production plus aisée, il fut décidé de concevoir des ailes de formes trapézoïdales, par opposition aux ailes elliptiques du Spitfire. Une autre modification, afin d'améliorer le roulage au sol, consista à remplacer le train d'atterrissage à voie étroite et se rétractant vers l'extérieur par un train plus large et se rétractant vers l'intérieur.
Les nouvelles ailes furent installées sur le Spitfire XIV NN660 dans le but d'effectuer une comparaison directe avec les ailes elliptiques, celui-ci effectua son premier vol ainsi équipé le 30 juin 1944 aux mains de Jeffrey Quill. Bien que les nouvelles performances de vitesse soient largement supérieures à celle d'un Spitfire XIV non modifié, ces nouvelles ailes montrèrent un comportement indésirable au décrochage. Bien que celui-ci ne soit pas inacceptable, ces nouvelles ailes n'atteignaient pas le haut niveau d'exigence de l'aile elliptique de Mitchell.
Dans le même temps, la décision fut prise de revoir le design du fuselage du Spitfire, afin d'améliorer la vision du pilote vers l'avant et d'éliminer l'instabilité directionnelle grâce à l'utilisation de plus grandes dérives et gouvernes de direction. Cette instabilité était apparue avec l'introduction du moteur Griffon, plus puissant, et fut exacerbée par l'utilisation d'hélices Rotol à quatre puis cinq pales. Avec l'utilisation du nouveau fuselage (bien que sans l'agrandissement de la dérive), l'appareil était sensiblement différent d'un Spitfire, l'appareil fut alors nommé Spiteful (bien que « Victor » fut originellement proposé).
Par ailleurs la dérive agrandie du Spiteful fut utilisée sur les Spitfire Mk 22 et 24 ainsi que sur les Seafire Mk 46 et 47 et était connue sous le nom d'empennage type Spiteful.

## Production
Le Spiteful entra en production sous la référence Spiteful XIV (n'ayant pas de version antérieure propre, sa numérotation était issue de la conversion du Spitfire XIV d'origine), et une commande de 150 appareils fut passée. Cependant avec les avancées de la propulsion par réaction, il était clair que les prochains chasseurs à haute vitesse seraient à réaction, ainsi la commande fut annulée après seulement une poignée d'exemplaires produits. Mais comme à cette époque il n'était pas certain que des appareils à réaction puissent opérer à partir des porte-avions de la Royal Navy, il fut donc décidé de développer une version navalisée du Spiteful en accord avec le cahier des charges N.5/45. Cette version fut dénommée Seafang.
Le Seafang était doté d'ailes repliables, d'une crosse d'appontage et d'un moteur Griffon 89 ou 90 alimenté par une longue entrée d'air entraînant un doublet d'hélices contrarotatives à trois pales chacune. Le premier appareil produit était un Spitful XV (RB520) converti, mais avec les essais opérationnels réussis du de Havilland Sea Vampire à bord du HMS Ocean en 1945, le besoin ayant abouti au Seafang disparut.
Avec la fin de la Seconde Guerre mondiale, Supermarine entama des discussions avec la Société nationale de constructions aéronautiques du Nord (SNCAN) pour la construction sous licence du Spiteful en France, mais l'apparition des appareils à réaction éclipsa les chasseurs équipés de moteurs à pistons et finalement les discussions n'aboutirent pas.

## Variantes
- Spiteful F Mk 14 - 19 appareils construits

Moteur : Griffon 85 - 2 408 ch (1 771 kW)
Masse maximale : 4 513 kg
Vitesse maximale : 766 km/h
- Spiteful F Mk 15 - 1 appareil construit - transformé en prototype du Seafang

Moteur : Griffon 89 - 2 382 ch (1 752 kW)
Masse maximale : 4 627 kg
Vitesse maximale : 777 km/h
- Spiteful F Mk 16 - 2 appareils construits - simple conversion de Mk 14 par changement de moteur Griffon

Moteur : Griffon 101 - 2 454 ch (1 805 kW)
Masse maximale : 4 513 kg
Vitesse maximale : 795 km/h
- Seafang F.Mk 31 - 8 appareils construits

Moteur : Griffon 61
- Seafang F.Mk 32 - 10 appareils construits

Moteur : Griffon 89 - 2 382 ch (1 752 kW)

### Le Jet-Spiteful
Fin 1943 ou début 1944, Joe Smith suggéra à Supermarine de développer un monoréacteur de chasse fondé sur les ailes du Spiteful et utilisant le dernier turboréacteur produit par Rolls Royce (nommé plus tard Nene). Cette proposition fut acceptée et un nouveau cahier de charges (E.10/44) fut lancé par le ministère de l'air pour un appareil expérimental initialement désigné « Jet-Spiteful ». Le prototype TS409 effectua son premier vol le 27 juillet 1946. Le E.10/44 ne fut pas commandé par la RAF car ses performances n'étaient pas suffisamment supérieures à celles des Gloster Meteor et de Havilland Vampire. Cependant l'Amirauté exprima son intérêt pour l'appareil en tant que chasseur naval et émit la spécification E.1/45. L'appareil fut plus tard nommé Attacker et connu une courte carrière au sein de la Fleet Air Arm et de l'armée de l'air pakistanaise.

## Utilisateurs
- Royaume-Uni
  - Royal Air Force

### Développement lié
- Supermarine Spitfire
- Supermarine Seafang
- Supermarine Attacker

### Aéronefs comparables
- Hawker Sea Fury
- Messerschmitt Me 309
- North American P-51 Mustang